# 존 음비티
존 음비티(John Mbiti, 1931년 11월 30일 ~ 2019년 10월 5일)는 케냐의 대표적인 신학자이자 성공회 신부이다.

## 생애
1931년 케냐에서 태어난 음비티는 우간다의 마케레레 대학교에서 종교학과를 졸업한 후 미국의 뉴잉글랜드에 있는 배링턴 대학교에서 수학했다. 이후 영국으로 건너가 케임브리지 대학교에서 〈아프리카의 신 개념(Concepts of god in Africa)〉이란 논문으로 1963년에 박사학위를 받았다. 1964년부터 10년간 우간다의 마케레레 대학교에서 종교와 신학 등을 가르쳤고 스위스에 있는 세계 교회연합 위원회(world council of churches’ ecumenical institute)의 소장 직을 역임했다. 이후 세계 각국을 돌며 유수의 대학교에서 아프리카 종교와 신학, 철학 등을 강의하는 한편 활발한 저술 활동을 벌이고 있다. 2005년부터 음비티는 스위스의 베른 대학교(University of Bern) 명예교수로 있으면서 부르크도르프의 한 교회에서 목회 활동을 하였다.

## 아프리카 종교와 철학
케냐의 신학자 존 음비티가 쓴, 아프리카 신앙과 사고 체계를 종합적으로 이해할 수 있는 아프리카 종교에 대한 입문서. 아프리카인을 이해하려면 그들의 시간에 대한 개념을 이해해야 한다. 아프리카인의 사사와 자마니라는 시간 개념에는 현재를 중시하는 아프리카인의 사상이 담겨 있다.
≪아프리카 종교와 철학(African Religions and Philosophy)》은 케냐의 신학자 존 음비티가 1969년에 출간한 아프리카 종교에 대한 개괄서다. 이 책은 동부 아프리카의 스와힐리 문화권을 중심으로 아프리카 대륙 전역에서 수집한 민족지와 신화 등을 분석해 아프리카인의 일상에 녹아 있는 민간신앙의 구조와 행위, 사고관에 대해 기술하고 있다. 음비티는 1969년에 이 책을 출간하면서 학계의 주목을 받기 시작했다.
‘아프리카인의 시간에 대한 개념’의 가장 중요한 두가지는 사사(sasa)와 자마니(zamani)다. 음비티는 아프리카인이 인식하고 있는 영적 개념이 사사와 자마니라는 시간 개념을 통해 이해 가능하다는 입장을 취하였다.
마술과 주술, 사술 등 신비한 힘은 아프리카인의 일상을 지배하는 초자연적 힘으로, 이들 사이의 구분은 현실적으로 불가능하다. 다만 이들 신비한 힘은 긍정적인 목적으로 사용하는가 아니면 부정적인 목적으로 사용하는가에 따라 ‘선한’ 행동과 ‘악한’ 행동으로 갈린다. 엄격한 구분은 될 수 없지만 일반적으로 마술과 주술은 긍정적인 측면이 강조되는 반면 사술은 부정적인 측면이 강조된다고 이해할 수 있다. 아프리카인은 이들 신비한 힘이 개인과 사회에 이로운 방향으로 사용되는가 아니면 해로운 방향으로 사용되는가 하는 데에 촉각을 곤두세운다. 여기에서 아프리카인의 독특한 윤리관이 등장한다.
음비티 스스로가 이해하지 못한다고 고백했던 윤리관의 논리는 사실 외부인의 관점에서 볼 때 당혹스러운 것이 사실이다. 음비티에 따르면 아프리카인에게 선과 악의 기준은 절대적이 아니라 상대적이다. 선과 악을 가르는 어떤 윤리적, 도덕적 절대 기준이 있는 것이 아니라, 어떤 행동이(신이나 스피릿에 의해) 처벌을 받을 경우 그것을 악한 행동이라고 생각한다. 따라서 우리가 악한 행동이라고 생각하는 것이 아무런 영적 처벌 없이 지나간다면 그것은 악한 행동이 아닌 것이다. 예를 들어, 간음을 했어도 결과적으로 아무에게도 들키지 않고 어떤 영적 처벌을 받지도 않았다면 간음 행위는 ‘악한’ 행동이 아닌 것이다.
음비티에 따르면 아프리카인에게 있어 유일한 선과 악의 윤리적 기준은 공동체의 질서 유무이다. 아프리카인은 공동체의 질서를 깨트리는 행위를 악한 행위로 인식하고 있는 반면, 질서가 유지되는 한 어떤 행동도 용납될 수 있다는 태도를 취한다고 설명한다.
- 장용규 역, 아프리카 종교와 철학, 지만지, ISBN 9788966805655